# Take Five
«Take Five» es una composición de jazz creada por Paul Desmond e interpretada por el grupo The Dave Brubeck Quartet en su álbum de 1959 Time Out. Esta pieza fue grabada en los estudios de Columbia en la Calle 30 de la ciudad de Nueva York el 25 de junio y el 18 de agosto de 1959 y se convirtió en el disco más conocido del grupo, debido a su distintivo y contagioso saxofón y el empleo de un compás inusual de 5/4 (metro quíntuple) —de allí deriva el nombre de la canción—. Si bien «Take Five» no fue la primera composición de jazz en utilizar este compás, sí fue una de las primeras piezas en lograr una amplia aceptación comercial en los Estados Unidos al llegar a la posición número cinco en el listado Adult Contemporary Singles de la revista Billboard.
«Take Five» fue regrabada e interpretada en directo en múltiples ocasiones por el cuarteto durante toda su carrera. Además varias versiones han emergido de la canción, tales como la de la cantante sueca Monica Zetterlund en 1962 y una versión en dub de King Tubby, publicada póstumamente en 2002. Otra versión pertenece a la jazzista y pianista Aziza Mustafa Zadeh. También fue interpretada por la orquesta china Twelve Girls Band.  Una magistral versión tropical en Jazz latino fue grabada por Tito Puente.
Otras versiones incluyen letra, como la grabada en 1961 con letra de Dave Brubeck y su esposa Iola, cantada por Carmen McRae, así como una versión en vivo al lado de Al Jarreau en 1997. También ha sido incluida en innumerables películas y bandas sonoras de televisión e incluso sigue recibiendo bastante acogida en la radio.
Antes de su muerte en 1977, Desmond ordenó ceder los derechos de autor de sus composiciones, incluyendo «Take Five», a la Cruz Roja norteamericana, la cual ha recibido sumas de aproximadamente cien mil dólares al año.